# Kitchee SC

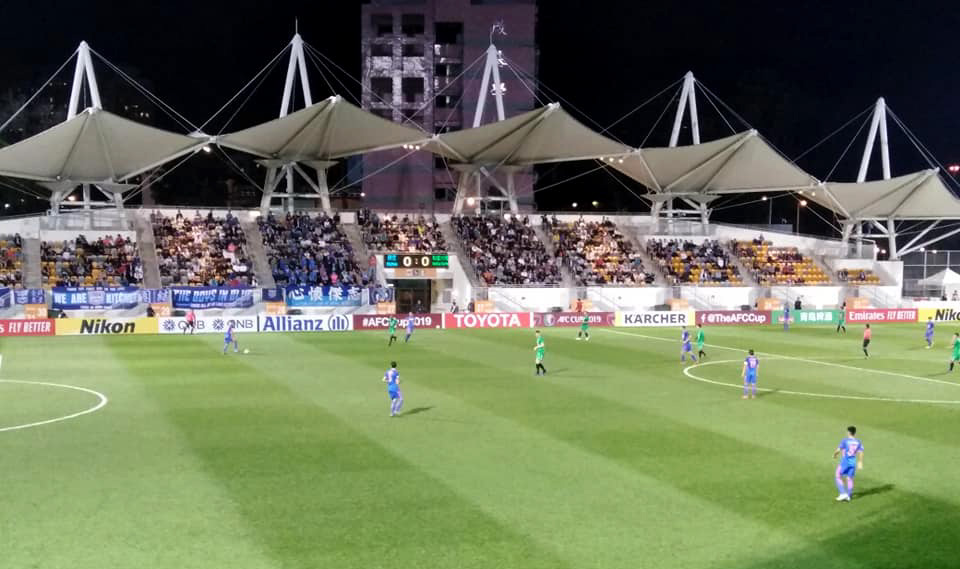
Mong Kok Stadion (MKS), 2018

Kitchee SC (chinesisch 傑志體育會 / 杰志体育会, Pinyin Jiézhì Tǐyùhuì, Jyutping Git6zi3 Tai2juk6wui2, englisch Kitchee Sports Club) ist ein Verein aus Hongkong und entstand 1928 als Kitchee Football Team. Er spielt aktuell (Stand: 2018/19) in der höchsten Liga der Sonderverwaltungszone, dem Hong Kong Premier League. Seine Heimspiele trägt die Mannschaft im Stadion von Mongkok (MKS) aus. Nachdem der Verein zum Ende der Saison 2000/01 in die 2. Liga abgestiegen war, gelang 2002/03 der Wiederaufstieg und damit die Anknüpfung an alte Erfolge aus den 1950er und 1960er Jahren. Als Aufsteiger belegte der SC nach Abschluss der Saison 2003/04 den 2. Platz. Dem folgte 2007/08 der Gewinn des Senior-Shield-Pokals. Die Mannschaft von Kitchee wird von ihren Fans umgangssprachlich oft als „Bluewaves“ (藍浪) bzw. „Bluebirds“ (藍鳥) bezeichnet. Scherzhaft bezeichnen die lokalen Bürger Hongkongs den Verein manchmal auch als das „Barca von Hongkong“ (香港巴塞).

## Vereinsgeschichte
Der Fußballverein wurde 1931 als Kitchee Sports Club gegründet und erlangte seinen ersten Meistertitel 1947/48 in der ehemaligen ersten Liga der Stadt, der Hongkonger First Division. Darauf folgten weitere Erfolge in den Jahren 1949/50 und 1963/64. Bis zur Gründung der neuen Hong Kong Premier League 2014/15 wurde Kitchee insgesamt sechs Mal Meister.

## Vereinserfolge

### National
- Hong Kong Premier League

Meister: 2014/15, 2016/17, 2017/18, 2019/20, 2020/21, 2022/23
Vizemeister: 2015/16
- Hong Kong First Division League

Meister: 1947/48, 1949/50, 1963/64, 2010/11, 2011/12, 2013/14
Vizemeister: 1952/53, 1954/55, 1956/57, 2003/04, 2006/07, 2008/09, 2012/13
- Hong Kong Senior Challenge Shield

Sieger: 1949/50, 1953/54, 1959/60, 1963/64, 2005/06, 2016/17, 2018/19, 2022/23, 2023/24
Finalist: 1948/49, 1951/52, 1955/56, 2007/08, 2009/10, 2014/15
- Hong Kong FA Cup

Sieger: 2011/12, 2012/13, 2014/15, 2016/17, 2017/18, 2018/19
Finalist: 2003/04, 2013/14
- Hong Kong League Cup

Sieger: 2005/06, 2006/07, 2011/12, 2014/15, 2015/16
- Hong Kong Community Shield

Sieger: 2009
- Sapling Cup

Sieger: 2017/18, 2019/20
Quelle: Soccerway, The Rec.Sport.Soccer Statistics Foundation (RSSSF)

## Stadion

### Heimstadion
Der Verein hat kein eigenes Heimstadion und trägt seine Heimspiele in der lokalen Sportstätte der Regionalregierung aus. Seit 2009 wird die Vergabe der Spielstätte als Heimstadion zur Spielsaison durch das „Heim-Gast-Nutzungsvergabesystem“ geregelt. Kitchee SC trägt seine Heimspiele seit der Saison 2013/14 im Mong Kok Stadium ⊙ im Stadtteil Mongkok in Kowloon aus. Das MKS hat ein Fassungsvermögen für maximal 6769 Zuschauer (nach internationalem Standard 6600). Der Eigentümer des Stadions ist die Regierung von Hongkong. Das Stadion wird durch das Leisure and Cultural Services Department (LCSD) betrieben. (Stand Oktober 2022)

## Trainingszentrum

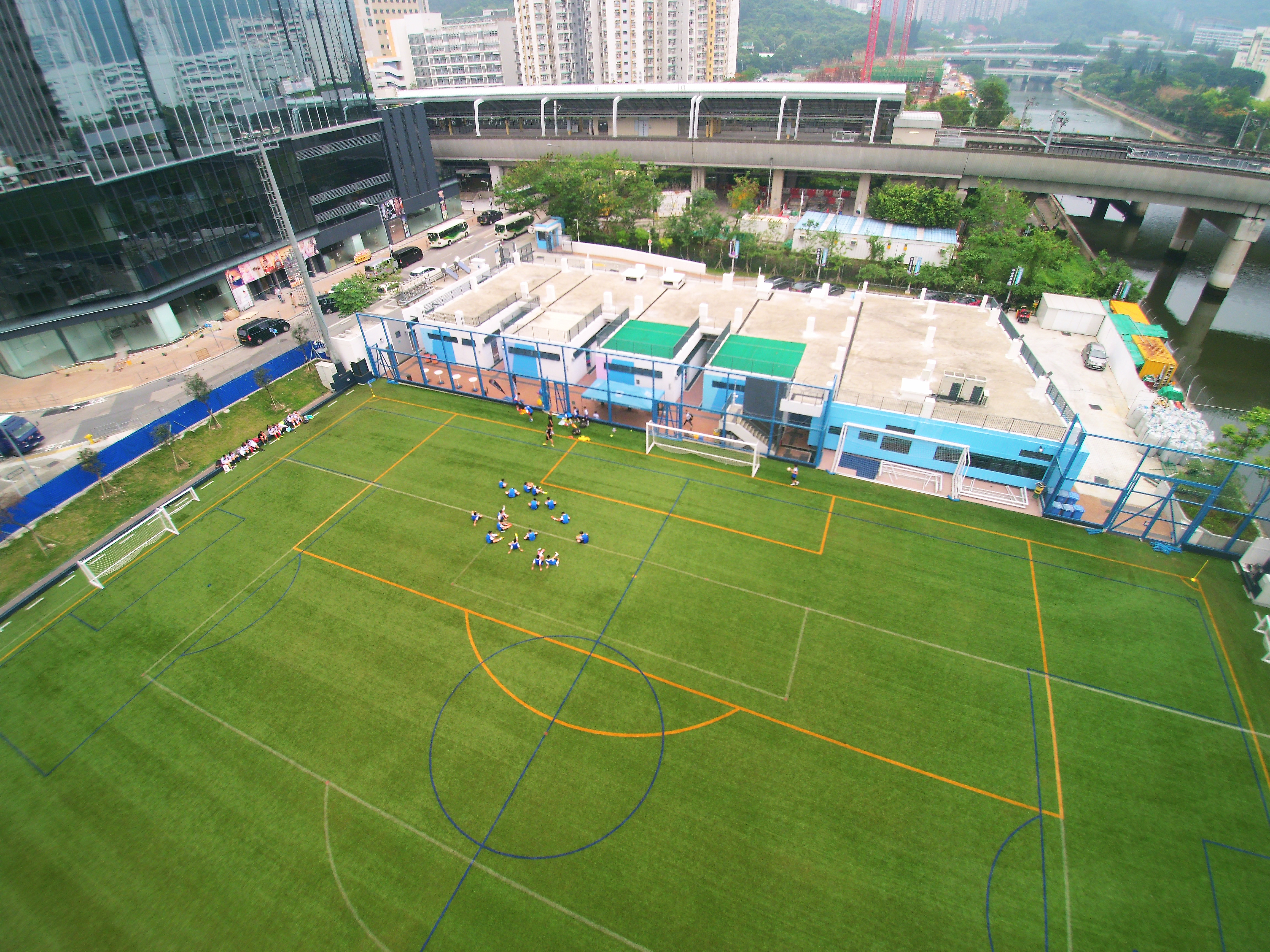
Jockey Club Kitchee Centre – Gesamtanlage, 2014

Das Trainingszentrum von Kitchee befindet sich in Sha Tin auf der On Muk Street (安睦街) nahe der MTR-U-Bahn-Haltestelle Shek Mun-Station. Seit der Fertigstellung des Jockey Club Kitchee Centre (賽馬會傑志中心) im Juli 2015 trainiert die Mannschaft von Kitchee im vereinseigenen Trainingszentrum, in Shek Mun (石門) im Nordosten vom Distrikt Shatin. Auf einer von der Hongkonger Regierung gepachteten 15.050 m² großen Fläche befinden sich das Trainingszentrum des Vereins und die Räumlichkeiten der Kitchee-Fußballakademie (englisch Kitchee Academy). Das Zentrum hat vier Fußballplätze für den „Siebener Fußball“ (spanisch Fútbol siete), die zu einem regulären Standardfußballplatz zusammengelegt werden können. Die vereinseigene Fußballakademie macht dort Jugendarbeit für die sechs bis elf Jahre alte Jugend mit dreimal wöchentlich kostenloses Fußballtraining nach dem Vorbild des FC Barcelonas, La Masia. Die Akademie arbeitet international mit der Jugendabteilung von „Barca“ und lokal mit dem Profi-Fußball-Förderprogramm der YCHTCY-Memorial Secondary School (仁濟醫院董之英紀念中學) und dem Hongkonger Schulamt („Hong Kong Education Bureau“, kurz HKEDB, 香港教育局) zusammen. Neben Kitchee und dessen Akademie steht die Anlage sowohl der YCHTCY-Memorial Secondary School als auch der Fußballnationalmannschaft von Hongkong als Nutzer zur Verfügung. Die Anlage ist zu festgelegten Zeiten teilweise auch für öffentliche Nutzung zugänglich.
Zu den Räumlichkeiten des Zentrums gehören ein Bürogebäude (238 m²), ein Servicegebäude mit Elternräume, Kisok, Buchungs- und Behandlungsraum – beispielsweise zur Erste-Hilfe-Versorgung – (109 m²), zwei Gebäuden für die Mannschaftsumkleide (je 109 m²), ein Gebäude mit Schiedsrichterräume und Lager- bzw. Geräteraum (109 m²) sowie Räumlichkeiten für die technische Gebäudeausrüstung und Hausanschlüsse (46 m²).

## Spieler
Stand: April 2023
| Nr. |                     | Position | Name                 |
| --- | ------------------- | -------- | -------------------- |
| 1   | Hongkong            | TW       | Wang Zhenpeng        |
| 2   | Hongkong            | AB       | Law Tsz Chun         |
| 4   | England             | MF       | Charlie Scott        |
| 5   | Hongkong            | AB       | Hélio                |
| 7   | Turkmenistan        | MF       | Ruslan Mingazow      |
| 8   | Brasilien           | ST       | Igor Sartori         |
| 9   | Montenegro          | ST       | Dejan Damjanović     |
| 10  | Brasilien           | MF       | Cleiton              |
| 11  | Kirgisistan         | AB       | Bekzhan Sagynbayev   |
| 13  | China Volksrepublik | TW       | Ainikaer Maihemuti   |
| 15  | Hongkong            | AB       | Roberto              |
| 16  | Hongkong            | MF       | Tan Chun Lok         |
| 17  | Brasilien           | MF       | Mikael               |
| 18  | Hongkong            | AB       | Oliver Gerbig        |
| 19  | Hongkong            | MF       | Huang Yang           |
| 20  | Hongkong            | MF       | Sohgo Ichikawa       |
| 22  | Hongkong            | AB       | Clement Benhaddouche |

| Nr. |           | Position | Name            |
| --- | --------- | -------- | --------------- |
| 23  | Hongkong  | AB       | Jordon Brown    |
| 24  | Hongkong  | MF       | Ngan Cheuk Pan  |
| 26  | Hongkong  | AB       | Andy Russell    |
| 27  | Hongkong  | MF       | Maddox Kong     |
| 28  | Hongkong  | MF       | Cheng Chin Lung |
| 30  | Hongkong  | MF       | Chang Kwong Yin |
| 33  | Korea Sud | ST       | Kim Shin-wook   |
| 66  | Hongkong  | AB       | Tsang Yi Hang   |
| 72  | Hongkong  | MF       | Tsang Chun Hin  |
| 74  | Hongkong  | AB       | Kam Chi Kin     |
| 75  | Hongkong  | MF       | Dai Tsz Hin     |
| 77  | Hongkong  | MF       | Fernando        |
| 86  | Hongkong  | TW       | Paulo César     |
| 88  | Hongkong  | ST       | Alex Akande     |
| 90  | Hongkong  | MF       | Yuen Chun Him   |
| 99  | Hongkong  | MF       | Poon Pui Hin    |

## Beste Torschützen seit 2014
| Saison  | Name             | Tore |
| ------- | ---------------- | ---- |
| 2014/15 | Juan Belencoso   | 13   |
| 2015/16 | Alex Tayo Akande | 7    |
| 2016/17 | Sandro           | 21   |
| 2017/18 | Lucas Silva      | 15   |
| 2018/19 | Lucas Silva      | 12   |
| 2019/20 | Wellingsson      | 8    |

## Trainer seit 2005
| Name                  |                    |                    |
| Name                  | von                | bis                |
| --------------------- | ------------------ | ------------------ |
| Dejan Antonić         | 1. Juli 2005       | 31. Dezember 2007  |
| Chi-Kwong Chu         | 31. Dezember 2007  | 30. April 2008     |
| Julio César Moreno    | 1. Mai 2008        | 30. März 2009      |
| Siu-Chung Cheng       | 31. März 2009      | 31. Juli 2009      |
| Josep Gombau          | 1. August 2009     | 30. April 2013     |
| Àlex Gómez            | 1. Juli 2013       | 14. November 2013  |
| Siu-Chung Cheng       | 15. November 2013  | 23. Mai 2014       |
| Chi-Kwong Chu         | 15. November 2013  | 23. Mai 2014       |
| José Francisco Molina | 24. Mai 2014       | 31. Mai 2015       |
| Abraham García        | 14. Juli 2015      | 4. März 2016       |
| Chi-Kwong Chu         | 5. März 2016       | 3. Juli 2019       |
| Blaž Slišković        | 3. Juli 2019       | 22. März 2020      |
| Chi-Kwong Alex Chu    | 23. März 2020      | 2. August 2021     |
| Kim Dong-jin          | 2. August 2021     | 3. März 2022       |
| Chi-Kwong Alex Chu    | 3. März 2022       | 28. September 2023 |
| Kim Dong-jin          | 28. September 2023 | heute              |